# شورد آرس
شورد آرس (بالهولندية: Sjoerd Ars)‏ (15 أبريل 1984 في هولندا - ) هو لاعب كرة قدم هولندي في مركز الهجوم. لعب مع إن إي سي نيميخن وبي إي سي زفوله ودي غرافشاب وغو أهد إيغلز وقونيا سبور وكارسياكا وليفسكي صوفيا ونادي تيانجين تيدا وناك بريدا ونادي روسيندال ‏ والمير سيتي.

## روابط خارجية
- شورد آرس على موقع اتحاد تركيا (لاعب) (الإنجليزية)
- شورد آرس على موقع قاعدة بيانات كرة القدم.إي يو (الإنجليزية)
- شورد آرس على موقع Soccerway.com (الإنجليزية)
- شورد آرس على موقع عالم كرة القدم.نت (الإنجليزية)